# سامن (الشعر)

تعديل مصدري - تعديل

سامن هي إحدى قرى عزلة القابل الأعلى بمديرية الشعر التابعة لمحافظة إب، بلغ تعداد سكانها 901 نسمة حسب تعداد اليمن لعام 2004.